# Gösta Eriksson
Gösta Gunvald Eriksson (Skee, 26 de enero de 1931-Trollhättan, 21 de agosto de 2024) fue un deportista sueco que compitió en remo.
Participó en dos Juegos Olímpicos de Verano en los años 1956 y 1960, obteniendo una medalla de plata en Melbourne 1956 en la prueba de cuatro con timonel. Ganó dos medallas de plata en el Campeonato Europeo de Remo de 1955.

## Palmarés internacional
| Juegos Olímpicos   | Juegos Olímpicos      | Juegos Olímpicos | Juegos Olímpicos   |
| Año                | Lugar                 | Medalla          | Prueba             |
| ------------------ | --------------------- | ---------------- | ------------------ |
| 1956               | Melbourne (Australia) | Medalla de plata | Cuatro con timonel |
| Campeonato Europeo |                       |                  |                    |
| Año                | Lugar                 | Medalla          | Prueba             |
| 1955               | Gante (Bélgica)       | Medalla de plata | Cuatro con timonel |
| 1955               | Gante (Bélgica)       | Medalla de plata | Ocho con timonel   |